# 51 Draconis
51 Draconis är en vit stjärna i huvudserien som ligger i stjärnbilden Draken.
51 Dra har visuell magnitud +5,38 och är synlig för blotta ögat vid någorlunda god seeing. Den befinner sig på ett avstånd av ungefär 360 ljusår.